# Lê Thị Phương
Lê Thị Phương (sinh ngày 12 tháng 11 năm 1983) là một vận động viên nhảy sào người Việt Nam nay đã nghỉ hưu.
Trong những giải tầm cỡ lục địa, cô đã hoàn thành thứ sáu tại Giải vô địch châu Á 2003, thứ năm tại Giải vô địch châu Á năm 2005 và thứ bảy tại Đại hội thể thao châu Á 2006. Sau đó, cô đã giành được huy chương bạc tại Đại hội thể thao trong nhà châu Á năm 2009. Trong những giải khu vực, cô đã giành được huy chương bạc tại Đại hội thể thao Đông Nam Á 2003, 2009, 2011 và 2013.
Cú nhảy tốt nhất của cá nhân cô là 4,20 mét, đạt được tại Đại hội thể thao Đông Nam Á 2011. Đây là một kỷ lục điền kinh của Việt Nam. Cô cũng giữ kỷ lục Việt Nam với 4,00 mét, đạt được tại Đại hội thể thao trong nhà châu Á năm 2009.